# 298232 Ericlimburg
298232 Ericlimburg este o planetă minoră (asteroid) din centura de asteroizi. A fost descoperită pe 31 octombrie 2002 la Observatorul Palomar de Near Earth Asteroid Tracking. 
Obiectul prezintă o orbită caracterizată de o semiaxă mare de 2,7931642507855 UAi, o excentricitate de 0,19742572379432, o înclinație de 2,5794263111943 ° în raport cu ecliptica.